# Maxillaria bolleoides
Maxillaria bolleoides är en orkidéart som beskrevs av Rudolf Schlechter. Maxillaria bolleoides ingår i släktet Maxillaria och familjen orkidéer.
Artens utbredningsområde är Colombia. Inga underarter finns listade i Catalogue of Life.